# Línea 66 (Media Distancia)
La línea 66 (Sevilla - Córdoba - Jaén) es una línea ferroviaria realizada por servicios MD que recorre transversalmente la comunidad española de Andalucía. Discurre por vías convencionales electrificadas a 3000 V CC de ancho ibérico, pertenecientes a Adif. Es operada por la sección de Media Distancia de Renfe Operadora mediante trenes Serie 449.
La línea se denominó anteriormente «A2». Comparte recorrido con la línea 76, aunque esta circula entre Sevilla y Córdoba por la línea de alta velocidad.
La duración mínima del viaje entre Sevilla y Jaén es de 3 horas y 2 minutos en el tren convencional.
Algunos trenes de esta línea proceden o continúan hacia Cádiz en la línea 65.

## Líneas por donde transcurre el servicio
- Línea 402 (Jaén-Espeluy-aguja km. 340,1) en todo su recorrido.
- Línea 400 (Alcázar de San Juan-Cádiz) entre las dependencias de Espeluy-aguja km.340,1 y Sevilla-Santa Justa.